# Biserica de lemn din Câmpia Turzii

Fosta biserică de lemn din Câmpia Turzii
(fotografie din anul 1930)

Biserica de lemn din Câmpia Turzii a existat până în vara anului 1932, în partea de localitate numită Ghiriș-Sâncrai. 

## Istoric
Atanasie Popa vizitează bisericuța și publică ulterior, în Anuarul Comisiunii Monumentelor Istorice, un studiu privitor la ea. Potrivit lui, biserica avea o vechime considerabilă, între 200 și 300 de ani, fiind mai veche decât inscripția săpată în chenarul ușilor. 
Vechea biserică din lemn din Câmpia Turzii (Ghiriș-Sâncrai) a fost demontată în 1932, iar materialele de constructie au fost donate parohiei greco-catolice din Boian, județul Cluj, care le-a folosit la ridicarea unei biserici greco-catolice.